# 岡山電気軌道番町線
番町線（ばんちょうせん）は、岡山県岡山市において岡山電気軌道がかつて保有していた路面電車路線（軌道線）である。

## 概要
1912年（明治45年）の岡山電気軌道の開業と同時に、東山本線（当時は内山下線）の支線として、現在の城下筋に一部区間（上之町 - 後楽園前間）が開通した。1921年には上之町 - 番町間が全通し、同時に内山下支線から番町線へと路線名称が改められた。
その後、東山本線・清輝橋線とともに3路線体制で運行されていたが、第二次世界大戦後のモータリゼーションに対応するための都市計画の一環で阻害になるとされたため、1968年（昭和43年）に番町線全線が廃線になった。
後楽園前駅からは後楽園を挟んだ蓬莱橋・鶴見橋の2つの道路橋で旭川を渡れば徒歩10分ほどで西大寺鉄道（1915年延伸、1962年9月7日全線廃止）の後楽園駅と連絡していた。

### 路線データ
1968年の廃線時点のもの。
- 路線距離：上之町 - 番町間 0.9km
- 軌間：1067mm
- 停留場数：5（起終点含む）
- 架線電圧：直流600V
- 複線区間：なし（全線単線）

## 歴史
- 1912年（明治45年）
  - 5月5日 御城下（後の上之町） - 弓之町（後の後楽園前）間開業。
  - 6月1日 石関町停留場を本社前停留場に、出石町停留場を県庁前停留場[注釈 1]に、弓之町停留場を後楽園停留場にそれぞれ改称。
- 1921年（大正10年）7月26日 後楽園前（同時に後楽園から改称） - 番町口（後の番町）間開業。
- 1921年（大正10年）-1923年（大正12年） 御城下停留場を城下停留場[注釈 2]に改称。
- 1923年（大正12年）7月以前 番町口停留場を七番町口停留場に改称。
- 1925年（大正14年）2月12日 本社前停留場を廃止。
- 1928年（昭和3年） - 大日本勧業博覧会の開催期間中、番町停留所に約25m[注釈 3]の臨時待避線を設置[1]。
- 1941年（昭和16年）11月18日 憲兵隊前停留場を一番町停留場に改称。
- 1945年（昭和20年）3月1日 県庁前停留場を休止。
- 1954年（昭和29年）12月20日 県庁前停留場を岡山神社前停留場に改称し、復活。同時に城下停留場を東山本線の上之町停留場と統合し、上之町停留場に改称[注釈 4]。
- 1961年（昭和36年）
  - 6月3日 七番町口停留場を番町停留場に改称。
  - 6月30日 一番町停留場を一番町就実前停留場に改称。
- 1965年
  - 7月 上之町停留場を移設。
  - 11月8日 一番町就実前停留場を就実学園前停留場に改称。
- 1968年（昭和43年）5月31日 この日限りで廃線。

## 停留場一覧
停留場名、接続路線の事業者名・所在地などは廃線時のもの。全停留場岡山市（現：岡山市北区）に所在。 
| 停留場名         | 停留場間営業キロ | 累計営業キロ | 累計営業キロ | 接続路線               |
| 停留場名         | 停留場間営業キロ | 上之町から   | 岡山駅前から | 接続路線               |
| ---------------- | ---------------- | ------------ | ------------ | ---------------------- |
| 上之町停留場     | -                | 0.0          | 0.9          | 岡山電気軌道：東山本線 |
| 岡山神社前停留場 | 0.2              | 0.2          | 1.1          |                        |
| 後楽園前停留場   | 0.3              | 0.5          | 1.4          |                        |
| 就実学園前停留場 | 0.2              | 0.7          | 1.6          |                        |
| 番町停留場       | 0.2              | 0.9          | 1.8          |                        |

### 廃線前に廃止された停留場
- 本社前停留場：1912年（明治45年）5月5日に「石関町」停留場として開業、同年6月1日に「本社前」停留場に改称。1925年（大正14年）2月12日廃止。上之町停留場（当時は「城下」停留場）から0.1キロ。